# نوربرت نیگبور
نوربرت نیگبور (به آلمانی: Norbert Nigbur) بازیکن فوتبال و دروازه‌بان اهل آلمان است که از سال ۱۹۷۴ میلادی عضو تیم ملی فوتبال آلمان بوده‌است. وی در ۶ بازی ملی حضور داشته است و آخرین بازی ملی خود را در سال ۱۹۸۰ میلادی انجام داد. وی به عنوان نیمکت نشین سپ مایر همراه تیم ملی فوتبال آلمان غربی قهرمان جام جهانی فوتبال ۱۹۷۴ شده است. 